# Manuela Ilie
Manuela Ilie, née le 5 avril 1962, est une joueuse puis entraîneuse roumaine puis française de handball.

## Biographie
Ancienne joueuse de l'A.L. Bouillargues puis du HBC Nîmes à partir de 1994, elle prend la direction de l'équipe en 2005 après avoir passé ses diplômes d'entraîneuse. 
Elle a notamment remporté deux fois la coupe Challenge (C4) : en 2001 en tant que joueuse et en 2009 en tant qu'entraîneuse.
En 2012, elle est remplacée à la tête de Nîmes par Christophe Chagnard et s'occupe alors du centre de formation du club. Elle retrouve le terrain en prenant la tête de l'équipe réserve de Nîmes en janvier 2015. Elle intergre pour la saison 2016-2017 le Frontignan Thau Handball (N2F)

## Palmarès de joueuse
compétitions internationales
- vainqueur de la coupe Challenge (C4) en 2001

compétitions nationales
- championne de France de 2e division en 1997
- finaliste de la coupe de France en 1999

## Palmarès d'entraîneuse
compétitions internationales
- vainqueur de la coupe Challenge (C4) en 2009

compétitions nationales
- finaliste de la coupe de France en 2011
- finaliste de la coupe de la Ligue en 2010

distinctions individuelles
- meilleure entraîneur du championnat de France en 2008[4]